# Sergiu Nicolaescu
Sergiu Florin Nicolaescu (13. duben 1930, Târgu Jiu - 3. leden 2013, Bukurešť) byl rumunský filmový režisér, herec a politik, kterého proslavily historické velkofilmy v mezinárodní koprodukci.

## Život
Když byl roku 1948 jeho otec zatčen a odsouzen ve vykonstruovaném procesu, Sergiu za dva roky absolvoval na bukurešťské polytechnice a nastoupil jako technik do zemědělského družstva. Zde potkal spolužáka, který právě odmítl nabídku pracovat pro filmové studio. Naopak Sergiu po práci u filmu toužil a nabídku využil místo něho.
V roce 1962 debutoval krátkým filmem Memoria trandafirului. Sedmiminutový snímek získal cenu Excellence Prize of the Engineers´ Union a uspěl i v USA. Roku 1964 se spřátelil se spisovatelem Titem Popovici, s nímž měli v budoucnu spolupracovat na většině filmů.
Nicolaescovu kariéru příznivě ovlivnila politická situace: koncem 60. let zaujal rumunský komunistický vůdce Nicolae Ceaușescu postoj proti Sovětskému svazu. Na západě se tak stalo módou s Rumuny spolupracovat a západní filmaři chtěli využít neokoukanou rumunskou přírodu. Francouzský producent chtěl natočit koprodukční film z 1. století, kdy obyvatelé dnešního Rumunska, Dákové, čelili Římanům. Ač neměl s celovečerním filmem zkušenost, šanci dostal právě Nicolaescu. Film nazvaný prostě Dákové měl hvězdné obsazení (Pierre Brice, George Marshall, Marie-José Natová). V davových scénách účinkovalo 10 000 vojáků rumunské armády. Natáčení v dunajské deltě sice narušily záplavy, přesto film zaznamenal mezinárodní úspěch.
Roku 1968 vznikl v německo-italsko-rumunské koprodukci historický velkofilm Boj o Řím, kde Nicoalaescu vedl bojové scény a davový kompars (hlavním režisérem byl Robert Siodmak). Následoval velkofilm Poslední křížová výprava (v originále Mihai Viteazul) o Michalu Chrabrém. V plánované koprodukci s Američany měl Orson Welles hrát Rudolfa II., Charlton Heston Michala Chrabrého a ve filmu měli vystupovat i Elizabeth Taylorová a Richard Burton. Prezident Ceaușescu však odmítl, aby národního hrdinu hrál cizinec. Michala Chrabrého tak hrál rumunský herec Amza Pelea, který ztvárnil již krále Decebala v Dácích. Do filmu režisér obsadil i sám sebe, do role Michalova přítele Selima paši. Scénář napsal Titus Popovici. Ačkoli Američané od spolupráce upustili, produkce zůstala velkorysá a vznikl nejdražší a v cizině nejprodávanější film v rumunské historii. Některé scény se natáčely mj. v Československu. Film zaznamenal velký mezinárodní úspěch.
V 70. letech natočil populární detektivní sérii s hlavním hrdinou komisařem Moldovanem. První film se jmenoval S čistýma rukama (1972). Vedle toho dál točil i historické filmy, například Odvážní se nevzdávají o skupině vojáků Michala Chrabrého, kteří se vracejí do vlasti s Michalovou zástavou. Nicolaescu krom režie napsal i scénář (podle knihy Tita Popovice) a ztvárnil hlavní roli.
Na konci 70. let založil první kaskadérskou školu v Rumunsku. V 80. letech se uchýlil k psychologickým filmům, což jeho publikum nepřijalo dobře. Až na konci 80. let se vrátil ke své parketě – historickému velkofilmu, tentokrát o valašském panovníkovi knížeti Mirčovi. Scénář napsal opět Titus Popovici, Nicolaescu se opět obsadil do hlavní role. Film Mircea byl však po osobní intervenci diktátora Ceausesca zakázán a do kin směl až po převratu v roce 1989.
Nicolaescu se sice aktivně účastnil revoluce roku 1989, po ní se však začalo diskutovat, nakolik se režisér stal nástrojem režimu a nakolik jsou jeho velkofilmy propagandistické. To mu však paradoxně pomohlo v politické kariéře – vstoupil do sociálnědemokratické strany, za niž byl roku 1992 zvolen do Senátu, horní komory parlamentu. I potom natočil několik filmů s historickou tematikou (např. Oglinda, film o diktátorovi Ionu Antonescovi) a vrátil na plátno i postavu komisaře Moldovana (Supravietuitorul).